# Treehouse of Horror XXIX
"Treehouse of Horror XXIX" é o quarto episódio da trigésima temporada da série animada Os Simpsons, e o 643.º no total. Foi ao ar nos Estados Unidos pela FOX em 21 de outubro de 2018.

## Enredo

### Sequência de abertura
Homer bate em Cthulhu em uma competição de comer ostras. Cthulhu vomita e pergunta o que Homer quer. Homer sussurra "Eu quero comer você". Então vemos Chthulhu em uma panela gigante e os Simpsons, exceto Lisa desfrutando de um cachorro-quente feito dos tentáculos de Chthulhu.

### A Invasão dos Corpos Vegetais
O segmento começa com uma base subaquática da Mapple, onde Steve Mobbs, em uma tela fala sobre o novo Myphone e a nova versão sem graça dele para um público entusiasmado. Quando todos estão ao telefone, o infeliz Steve é revelado como um alienígena de plantas em uma missão. Agora, no planeta vegetal, eles atiram esporos para a Terra (indo ao lado da nave de Futurama com um pano dizendo "BRING BACK FUTURAMA" e depois explodindo o Orville). Em Springfield, todo mundo se transforma em versões de plantas de si mesmos. O Cara dos Quadrinhos diz que esta é uma homenagem ao filme Invasion of the Body Snatchers, enquanto o filme em si foi um roubo de The Thing from Another World. Quando a versão de fábrica do Comic Book Guy diz "pad", Milhouse e Bart ficam com medo e fogem. O pessoal da fábrica vê os cidadãos com cápsulas (produtos Mapple) e pergunta onde os encontrou. Bart diz que eles encontraram debaixo da árvore de Natal.

### Multiplisa-da
Depois de uma festa, Milhouse, Nelson e Bart se encontram em uma cela, de repente libertada por Penelope, a que os prendeu nela. Penelope, que na verdade é Lisa com várias personalidades - semelhante ao personagem de James McAvoy, Kevin Wendell Crumb, de Fragmentado – agindo de forma estranha, as encerra novamente depois que elas não pedem um encore em sua performance.
Lisa ataca e mata Milhouse e Nelson, antes de Bart perguntar a ela o que aconteceu com ela, ao que Lisa conta a história: Bart pegou o teste de ortografia de Lisa, trocou suas respostas, zombou da Srta. Hoover e concedeu uma nota baixa. Lisa tem uma última mudança e dá Bart uma última chance de salvar a si mesmo e ele se redime, salvando-se de ser morto pelo lixo, enquanto Milhouse foi transformado em um "menino de papel".

### Parque Geriátrico
O Sr. Burns abre uma casa de repouso com tema jurássico, um parque cheio de anciãos rejuvenescidos misturando seu DNA com dinossauros. Ele traz Springfield para o parque, mostrando-lhes o novo "lar de idosos". No começo eles são todos humanos, saudáveis e se sentindo jovens novamente, com força incrível também. Uma vez que Homer aumenta a temperatura depois que o Vovô reclama que a temperatura está fria demais com Homer dizendo "não sei ler, estou de férias" depois de ver o aviso, eles se transformam em versões de dinossauros de si mesmos.
Os visitantes e o sr. Burns são mortos pelos mais velhos, Agnes Skinner como um Ludodactylus devora o braço do diretor Skinner, Jasper como um Dilophosaurus morde a cabeça de Kirk Van Houten, e a família Simpson é ameaçada pelo Vovô e Jacqueline Bouvier (transformada em um Indominus rex) como um Theropoda e um Parasaurolophus, respectivamente). Lisa corajosamente confronta seu avô e descobre que todos precisam ser valorizados e respeitados. No final, a família Simpson foge viva e ilesa, embora seu helicóptero esteja sendo pilotado por Agnes transformada.

## Recepção
Dennis Perkins do The A.V. Club deu ao episódio um C+ afirmando: "É tentador, depois de uma saída útil para dizer que é hora de enterrar o conceito de "Treehouse of Horror" como uma decepção anual desnecessária. Mas então você teria que dizer isso da série em si, o que, bem, alguns de vocês fazem. Eu sustentaria que o papel de décadas dos Simpsons como pop cultural "não é tão bom quanto costumava ser", um saco de pancadas poderia ser revertido com algum novo sangue criativo na forma dos escritores levantados em Os Simpsons que não querem nada melhor do que para sacudir o gigante da comédia pesada de volta à vida. Mas, à medida que o programa avança, parece que essa é a única coisa que os responsáveis do empreendimento cambaleante estão realmente com medo."
Jess Scheden, da IGN, deu ao episódio uma nota de 5.6 / 10 afirmando: "Quase nunca parece haver espaço suficiente para os escritores tirarem proveito dessas paródias de terror. O resultado são muitas piadas fáceis no nível superficial. Mais e mais me pergunto se a série seria melhor mudar para um formato de uma hora ou, melhor ainda, dedicar todo o especial a uma história."